# プラス・ウルトラ航空
プラス・ウルトラ航空（プラス・ウルトラこうくう、スペイン語：PlusUltraLíneasAeréas S.A.）は、 アドルフォ・スアレス・マドリード＝バラハス空港を拠点とするスペインの長距離路線を中心に運航している航空会社。

## 歴史
プラス・ウルトラ航空は、2011年にエア・マドリードの元ディレクターである、フリオ・ミゲル・マルティネス・ソラ（Julio Miguel Martínez Sola）によって設立された。
プラス・ウルトラは、日本語で「さらなる前進」という意味を持つ。これは、スペインにおけるラテン語のモットーである（プルス・ウルトラ (モットー)も参照）。この語句は、チャールズ5世、聖ローマ皇帝、スペイン王の個人的なモットーから取られたもので、オリジナルのフレーズ「Non plus ultra」（日本語では「さらに何もない」という意味）の逆転となっている。 
2016年6月15日、プラス・ウルトラ航空は、ドミニカ共和国のサントドミンゴやペルーのリマなどを目的地とした定期便の運航を開始した。最初の航空機材は、2014年後半にGulf Airから購入した2機の中古のエアバスA340-300であった。 
2017年3月、プラス・ウルトラ航空は、2017年6月15日からフライトを開始するバルセロナ－マドリードーサンティアゴデチリと、2017年7月1日からフライトを開始するバルセロナ－ハバナの2つの新規路線を発表した。さらにその1年後、同社は北テネリフェ－カラカス路線の運航計画も発表した。

## 就航先
2018年6月現在、プラス・ウルトラ航空は以下の目的地への定期便を運航している。
就航先一覧
| 国         | 都市       | 空港                                           | ノート |
| ---------- | ---------- | ---------------------------------------------- | ------ |
| ベネズエラ | カラカス   | マイケチア国際空港                             |        |
| ペルー     | リマ       | ホルヘ・チャベス国際空港                       |        |
| スペイン   | テネリフェ | テネリフェ・ノルテ空港                         |        |
| スペイン   | マドリッド | アドルフォ・スアレス・マドリード＝バラハス空港 | 拠点   |

## 運航機材

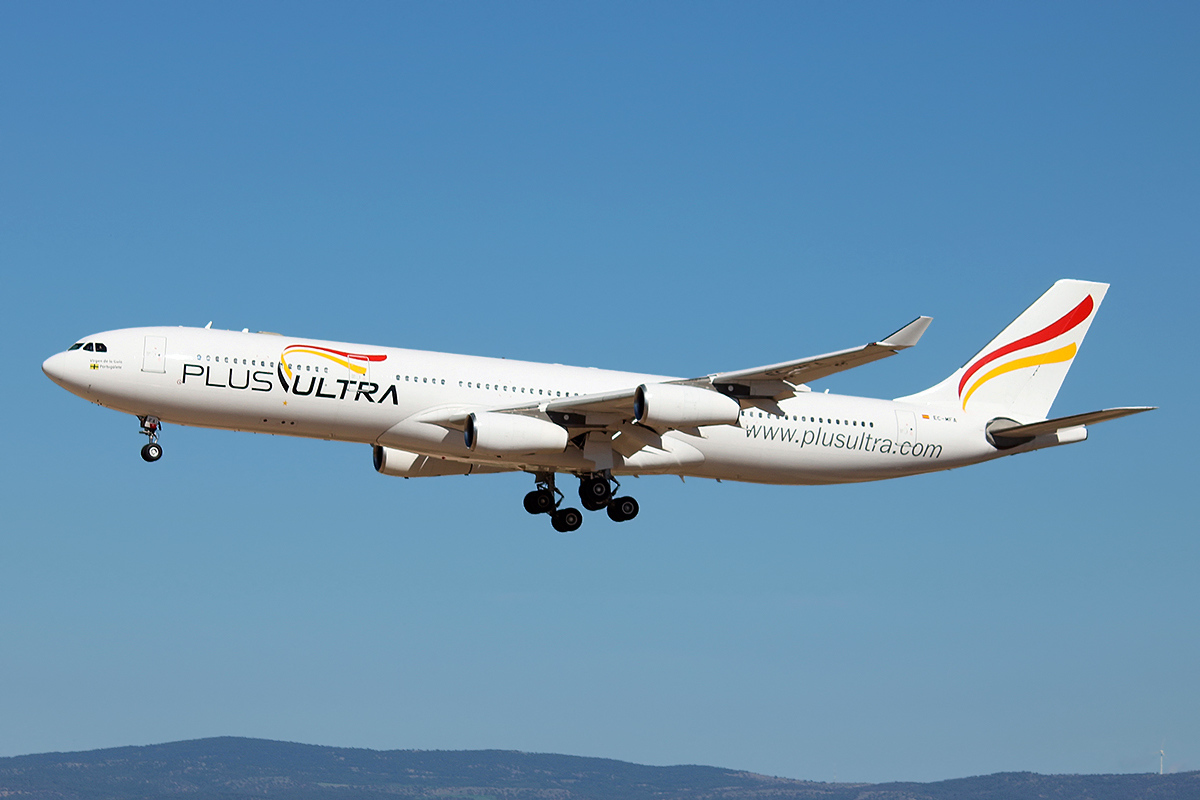
プラスウルトラエアバスA340-300

2018年6月現在、プラス・ウルトラ航空は以下の航空機で運航されている。 
| 機種             | 保有機材 | 発注中 | 座席数         | 座席数           |
| ---------------- | -------- | ------ | -------------- | ---------------- |
| エアバスA340-300 | ４       | ３     | ビジネスクラス | エコノミークラス |
| エアバスA340-300 | ４       | ３     | 18             | 285              |
| 合計             | ４       | ー     | 303            | 303              |